# Chiesa di San Bartolomeo a Lampugnano
La chiesa di San Bartolomeo a Lampugnano era un edificio situato nel territorio comunale di Civitella Paganico. La sua esatta ubicazione era presso l'omonima località a nord di Civitella Marittima.

## Storia e descrizione
Di origini medievali incerte, la chiesa era alle dipendenze della non lontana abbazia di San Lorenzo al Lanzo; la sua esistenza è storicamente accertata a partire dal XII secolo in numerosi documenti e bolle papali. Dal Duecento in poi si perdono le notizie storiche sul luogo di culto, che però potrebbe aver continuato a svolgere le sue funzioni fino al periodo tardomedievale, epoca in cui vennero abbandonate anche altre chiese e pievi entrate precedentemente in orbita senese, a causa dell'area decentrata in cui sorgevano rispetto alla città.
Della chiesa di San Bartolomeo a Lampugnano, di cui sono state perse completamente le tracce già in epoca remota, è stato facilmente identificato il luogo in cui sorgeva grazie alla conservazione del toponimo.